# Episodi di A casa di Raven (seconda stagione)
La seconda stagione della serie televisiva A casa di Raven è stata trasmessa negli Stati Uniti d'America dal 25 giugno al 30 novembre 2018 su Disney Channel.
In Italia la stagione viene trasmessa a partire dal 7 gennaio 2019 su Disney Channel. Gli episodi 17, 18, 19, 20 e 21 sono stati pubblicati sulla piattaforma streaming Disney+.
| n° | Titolo originale                       | Titolo italiano                           | Prima TV USA      | Prima TV Italia |
| -- | -------------------------------------- | ----------------------------------------- | ----------------- | --------------- |
| 1  | The Falcon and the Raven – Part One    | Raven e il falco - Parte 1                | 25 giugno 2018    | 7 gennaio 2019  |
| 2  | The Falcon and the Raven – Part Two    | Raven e il falco - Parte 2                | 26 giugno 2018    | 8 gennaio 2019  |
| 3  | Because                                | Perché si                                 | 27 giugno 2018    | 9 gennaio 2019  |
| 4  | Cop to It                              | Veri amici                                | 28 giugno 2018    | 10 gennaio 2019 |
| 5  | Weirder Things                         | Le cose più strane                        | 3 luglio 2018     | 11 gennaio 2019 |
| 6  | The Missteps                           | Passi sbagliati                           | 6 luglio 2018     | 14 gennaio 2019 |
| 7  | All Sewn Up                            | Tutto cucito                              | 10 luglio 2018    | 15 gennaio 2019 |
| 8  | Oh Father, Where Art Thou?             | Oh padre, dove sei?                       | 13 luglio 2018    | 16 gennaio 2019 |
| 9  | The Trouble with Levi                  | Il problema di Levi                       | 20 luglio 2018    | 17 gennaio 2019 |
| 10 | Head Over Wheels                       | Accesso per tutti                         | 27 luglio 2018    | 18 gennaio 2019 |
| 11 | The Most Interesting Mom in the World  | La mamma più in gamba del mondo           | 31 luglio 2018    | 14 aprile 2019  |
| 12 | Sleevemore Part One: Frozen            | Sleevemore Prima Parte: Blocco visioni    | 21 settembre 2018 | 28 aprile 2019  |
| 13 | Sleevemore Part Two: Found             | Sleevemore Seconda Parte: Visioni trovate | 28 settembre 2018 | 5 maggio 2019   |
| 14 | Sleevemore Part Three: Future          | Sleevemore Terza Parte: Il futuro         | 5 ottobre 2018    | 12 maggio 2019  |
| 15 | Raven's Home: Remix                    | Raven, il remix                           | 12 ottobre 2018   | 4 agosto 2019   |
| 16 | Switch-or-Treat                        | Scherzi di Halloween                      | 19 ottobre 2018   | 11 agosto 2019  |
| 17 | Just Call Me Vic                       | Chiamatemi Vic                            | 26 ottobre 2018   | 24 marzo 2020   |
| 18 | New Dog, Old Trick                     | Cane nuovo, vecchio sistema               | 2 novembre 2018   | 24 marzo 2020   |
| 19 | It's Your Party and I'll Spy I Want To | Niente madri alle feste                   | 9 novembre 2018   | 24 marzo 2020   |
| 20 | Winners and Losers                     | Vincitori e Perdenti                      | 16 novembre 2018  | 24 marzo 2020   |
| 21 | Keepin' It Real                        | Se Raven ama la moda... La moda ama Raven | 30 novembre 2018  | 24 marzo 2020   |